# Arquelau II da Macedónia
Arquelau II foi um rei da Macedônia; segundo Jerônimo de Estridão, foi o décimo-terceiro rei, e reinou por quatro anos (400 - 396 a.C.).
Eusébio de Cesareia enumera duas listas de reis da Macedônia. Na primeira, atribuída a Diodoro Sículo, há apenas um rei de nome Arquelau (Arquelau I da Macedónia). Na segunda lista, atribuída a outros historiadores, assim como no Chronographeion Syntomon, Arquelau II é o sucessor de Orestes da Macedónia, reina por quatro anos, e é sucedido por Amintas II da Macedónia.
De acordo com o aristocrata inglês Walter Raleigh, conhecido por ter popularizado o tabaco na Inglaterra  e por relatos fantasiosos que alimentaram a lenda do El Dorado, Arquelau II era filho de Arquelau I e foi morto em uma caçada por Crátero da Macedônia, sendo sucedido por Orestes, seu irmão mais novo.